# Expo 85 (Tsukuba)
Die Internationale Ausstellung Tsukuba 1985 (jap. 国際科学技術博覧会, Kokusai Kagaku Gijutsu Hakurankai; abgekürzt 科学万博 Kagaku Bampaku oder つくば '85 Tsukuba ’85) war eine wissenschaftlich-technisch orientierte internationale Ausstellung am westlichen Rand der Stadt Tsukuba in Japan.

## Hintergrund
Diese Weltausstellung verfolgte einen doppelten Zweck:
- zum einen wollte sich Japan als Hightech-Nation zeigen,
- zum anderen wollte die Regierung die Aufmerksamkeit auf die Wissenschaftsstadt Tsukuba lenken, die – im wahrsten Sinn des Wortes – auf der grünen Wiese gegründet war und zu der Zeit in Japan selbst nicht wahrgenommen wurde.[A 1]

Problematisch war, dass die Wissenschaftsstadt damals weder Anschluss an das Eisenbahnnetz noch Zugang zu einer Autobahn besaß. Vom nächsten Bahnhof im Süden, der kleinen Station von Ushiku an der Jōban-Linie, war ein Pendelverkehr mit Bussen eingerichtet worden.

## Die Ausstellung
Während die meisten ausländischen Aussteller ihre Produkte konventionell präsentierten, war Japan mit seinen Hightech-Firmen sowie mit zwei wissenschaftlichen Verlagen mit jeweils eigenen Pavillons gut vertreten:
- Hitachi
- Toshiba
- Mitsui
- Sumitomo Group
- NTT
- Kodansha
- Mitsubishi
- Kurumakan[A 2]
- Fujitsu
- TDK
- Matsushita
- Fuyo Group[A 3]
- Sony
- NEC
- Shūeisha

Im Pavillon von Matsushita war ein Portrait-zeichnender Roboter zu sehen. Der Hitachi-Pavillon zeigte eine Weltraum-Animation, wobei nach jeder Vorstellung die Zuschauerbühne um 120 Grad gedreht wurde, damit der Ausstieg gleichzeitig mit dem Filmbetrachten und dem Einstieg auf der anderen Seite erfolgen konnte. Die Firma Sony fiel auf mit ihrem Jumbotron, einer Anzeigetafel im Freien von 20 × 40 m Größe. Da es zu der Zeit noch keine blauen LEDs gab, war die Tafel mit Miniatur-Röhren, die die drei Grundfarben emittierten, bestückt. Eine weitere Attraktion war der Orgel-spielende Roboter, der sein Stück vom Blatt ablas. Im NEC-Pavillon demonstrierte man Spracherkennung und Übersetzung. – In einem großen mehrstöckigen Gewächshaus wurde Pflanzen ohne Erde in Schalen mit künstlicher Bewässerung und Nahrungszufuhr aufgezogen.
Das Ausstellungskonzept des deutschen Pavillons war einer Technik-Messe gemäß, aber nicht sehr unterhaltsam. Der deutsche Beitrag litt zudem an dem geringen Interesse der deutschen Wirtschaft. Chemie war überhaupt nicht vertreten, ein leerer Raum wurde zum Schluss noch mit Möbeln gefüllt.

## Bilder

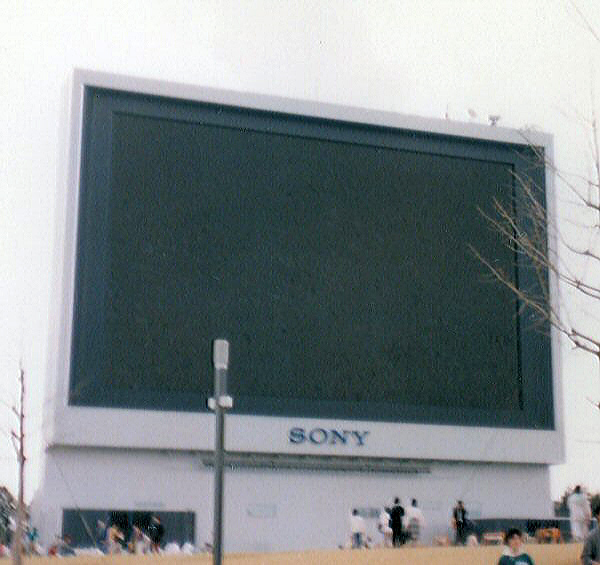
Sony Jumbotron
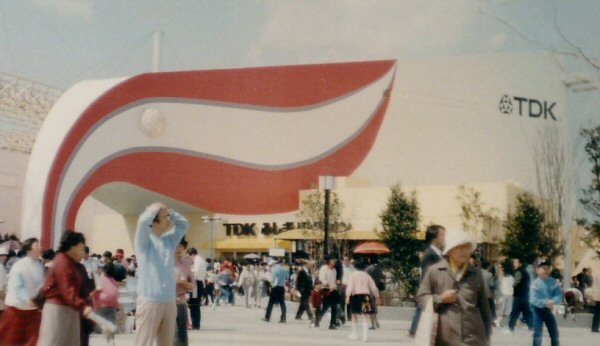
TDK Pavillon
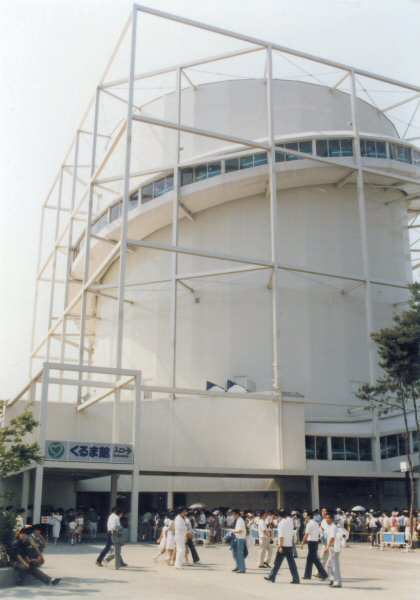
Kuruma Pavillon
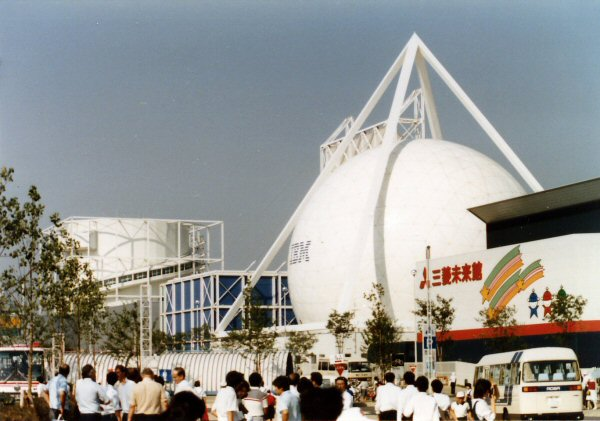
Mitsubishi- und IBM-Pavillon
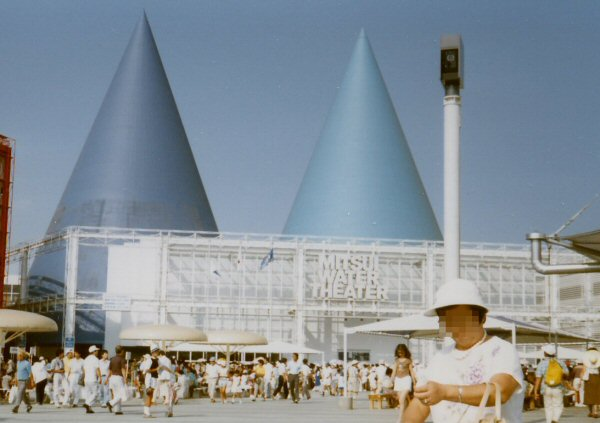
Mitsui Pavillon

## Das Expo-Gelände heute
Wie bei solchen Ausstellungen üblich, gab es Pläne für die Nutzung der investierten Infrastruktur. So baute dort die pharmazeutische Firma Astellas einen großen Forschungskomplex. Auch die Firma Fujikin (Metallurgie) hat dort ein Forschungslabor, trotzdem blieben freie Flächen. Ein Viertel des Geländes wird heute vom „Erinnerungspark an die Expo“ (科学万博記念公園, Kagaku Bampaku Kinen Kōen) eingenommen.
Das „Tsukuba Expo Center“ mitten in der Stadt hält auf einem kleinen Gelände die Erinnerung wach, führt die Ausstellungsidee im kleinen Maßstab weiter und besitzt auch ein großes Planetarium.